# Batalha de Compiègne
A Batalha de Compiègne foi travada em 26 de setembro de 715 e foi a primeira batalha definitiva da guerra civil que se seguiu à morte de Pepino de Heristal, duque dos francos, em 16 de dezembro de 714.
Dagoberto III nomeou um Ragenfrido como prefeito do palácio em oposição à escolha de Pepino como seu sucessor: seu neto Teodoaldo. Ragenfrido travou uma batalha com Teodoaldo, então jovem, e o derrotou, fazendo-o fugir de volta para sua avó Plectruda em Colônia.
De acordo com o Liber Historiae Francorum, Teodoaldo perdeu sua "vida inocente" logo depois, mas outras fontes indicam que ele sobreviveu por muitos anos. Seja qual for o caso, Carlos Martel, filho ilegítimo de Pepino, logo escapou da prisão de Plectruda e Dagoberto III logo morreu. O novo rei, Quilperico II, renomeou Ragenfrido, cujo poder foi afirmado pelo povo da Nêustria enquanto os magnatas da Austrásia elegeram Carlos prefeito. Plectruda permaneceu escondido em Colônia, ainda com alguns apoiadores na Austrásia, e a guerra se tornou um conflito de três vias.
Assim que Carlos Martel reuniu seus apoiadores e os treinou, ele triunfou sobre todos os que chegavam.